# Sedlo Ploské
Sedlo Ploskej (1390 m n. m.) je široké travnaté sedlo v hlavním hřebeni Velké Fatry. Nachází se na začátku turčianské větve hřebene, v závěru Ľubochnianské doliny a odděluje Ploskou (1532 m n. m.) a Čierny kameň (1479 m n. m.).

## Přístup
- po  značce 8605 z Vyšné Revúci (souběh s naučným chodníkem Čierný kameň)
- po  značce 8605 z Ploskej
- po  značce 5600 liptovským hřebenem z Rakytova
- po  značce 5600 po úbočí Ploské (mimo vrchol) z Chaty pod Borišovem